# 스웨덴어
스웨덴어(스웨덴어: svenska 스웬스카/스벤스카[*] 듣기 (도움말·정보))는 북게르만어군에 속한 언어이다. 주로 스웨덴과 핀란드 해안 지방과 올란드 제도에서 900만 명 이상이 사용하고 있는 언어이다. 같은 스칸디나비아 지역의 언어인 노르웨이어, 덴마크어와도 서로 어느 정도 의사소통이 가능할 정도로 공통점이 많다. 표준스웨덴어(Standard Swedish)는 19세기의 중부스웨덴방언을 기반으로 하여 20세기초에 확립되었다. 스웨덴어는 표준화가 이루어져 성인 식자율이 99%에 이른다. 스웨덴어에는 표준스웨덴어와 문법과 어휘면에서 차이가 있어 서로 의사소통이 어려운 방언도 존재한다. 이러한 방언들은 대체로 인구유동성이 낮은 시골에서 많이 쓰이고 있다. 이러한 방언들은 지역당국에서 사용을 장려하고 연구가 잘 이루어져 있지만 지난 한 세기 동안 쇠퇴해가고 있다.
스웨덴어의 특징으로는 운율을 들 수 있다. 운율에는 어휘의 강세(lexical stress)와 억양(tone quality) 등이 있다. 또한 스웨덴어의 다른 특징으로 무성치조후연구개마찰음(속칭 sj음)의 발생이 있다. 이는 표준스웨덴어를 포함한 대다수 방언에서 발견되는 특징이다. 이것은 순음(labial)과도 구분되고 다른 언어에서는 발견되지 않는 스웨덴어만의 특징이다.

## 분류 및 관련 언어
스웨덴어는 인도유럽어족 게르만어파의 한 갈래인 북게르만어군에 속한다. 덴마크어와 함께 동스칸디나비아어 그룹에 속하며, 페로어, 아이슬란드어, 노르웨이어가 속하는 서스칸디나비아어 그룹과는 구분된다. 최근 연구에서는 노르웨이어를 동스칸디나비아어 그룹에 포함시켜 북게르만어군을 섬 스칸디나비아어와 본토 스칸디나비아어로 분류하는 경향도 있다. 이는 노르웨이어가 1000년 가까이 덴마크어의 영향을 지대하게 받은 까닭에 페로어 및 아이슬란드어(섬 스칸디나비아어)에서 분리시킨 것이다.
일반적인 상호이해도의 원칙에 따른다면 본토 스칸디나비아어는 같은 공통스칸디나비아어의 방언으로 쉽게 생각할 수 있다. 그러나 스웨덴과 덴마크가 16~17세기의 일련의 전쟁을 통해 강경한 상호적대관계 속에 있었고, 19세기와 20세기에 일어난 민족주의의 발현으로 스웨덴어와 덴마크어, 노르웨이어는 각각 다른 맞춤법과 사전, 문법 등을 갖게 되었다. 덴마크어와 노르웨이어, 그리고 스웨덴어는 언어학적으로 스칸디나비아어의 방언연속체에 속한다. 그리고 베름란드(Värmland)과 같은 노르웨이와 스웨덴의 접경지대 방언은 각각의 노르웨이와 스웨덴 표준어의 중간지대라 할 수 있다.

## 표기
로마자를 쓴다. 그중 마지막 세 글자는 å, ä, ö이다.